# Siikalampi (sjö i Pieksämäki, Södra Savolax)
Siikalampi är en sjö i kommunen Pieksämäki i landskapet Södra Savolax i Finland. Arean är 30 hektar och strandlinjen är 4,21 kilometer lång.  Den  ingår i Vuoksens huvudavrinningsområde.  Sjön ligger omkring 69 kilometer norr om S:t Michel och omkring 270 kilometer nordöst om Helsingfors. 
I sjön finns ön Itätalonsaari. 